# 2020—2021年哈巴羅夫斯克邊疆區示威
2020－2021年哈巴羅夫斯克邊疆區示威，是指在2020年7月哈巴羅夫斯克邊疆區首長謝爾蓋·富爾加爾被當局拘捕後引發的示威抗議活動。示威活動在7月11日首先在俄羅斯哈巴羅夫斯克邊疆區首府城市伯力，後其他城市如新西伯利亞、海參崴、鄂木斯克亦有相關的示威活動。

## 背景
2018年9月，俄羅斯自由民主黨候選人謝爾蓋·富爾加爾在哈巴羅夫斯克邊疆區區長選舉中擊敗執政黨統一俄羅斯候選人维亚切斯拉夫·什波尔特，成為當地新任首長。根據金融時報的報道，有市民稱投票予富爾加爾是因為想對抗統一俄羅斯的當權者。同年12月，俄羅斯總統普丁宣佈將遠東聯邦管區的行政中心由伯力遷往海參崴。
2019年9月的哈巴羅夫斯克邊疆區杜馬選舉中，俄羅斯自民黨贏得多數議席，重挫執政黨。
2020年6月25日至7月1日，俄羅斯舉行修憲公投，通過令總統普丁可以掌權至2036年。幾天後的7月9日，富爾加爾便被俄羅斯聯邦偵查委員會逮捕並送到離哈巴羅夫斯克地區幾千公里的莫斯科監禁，指控他與2004至2005年期間幾宗謀殺案有關，他否認指控。根據，俄羅斯自由民主黨主席日里诺夫斯基在講話中指會以全部自民黨成員辭職，回應這個「不公平」的案件，又稱要讓全世界知道這個國家的混亂，質疑是甚麼原因使富爾加爾因為多年前的「罪行」而被捕，揣測稱他或許是沒有「把錢送到莫斯科」。他承諾會為富爾加爾爭取赦免。

## 過程
7月11日，哈巴羅夫斯克邊疆區首府城市伯力有大批市民上街示威，內務部預測指有1萬至1萬2千人參與，《生意人報》則報道稱有3萬至3萬5千人參與示威活動。在集會中當地警察沒有介入或干涉集會，反而向示威群眾派發口罩，示威者則感謝警察，產生了有趣的互動。

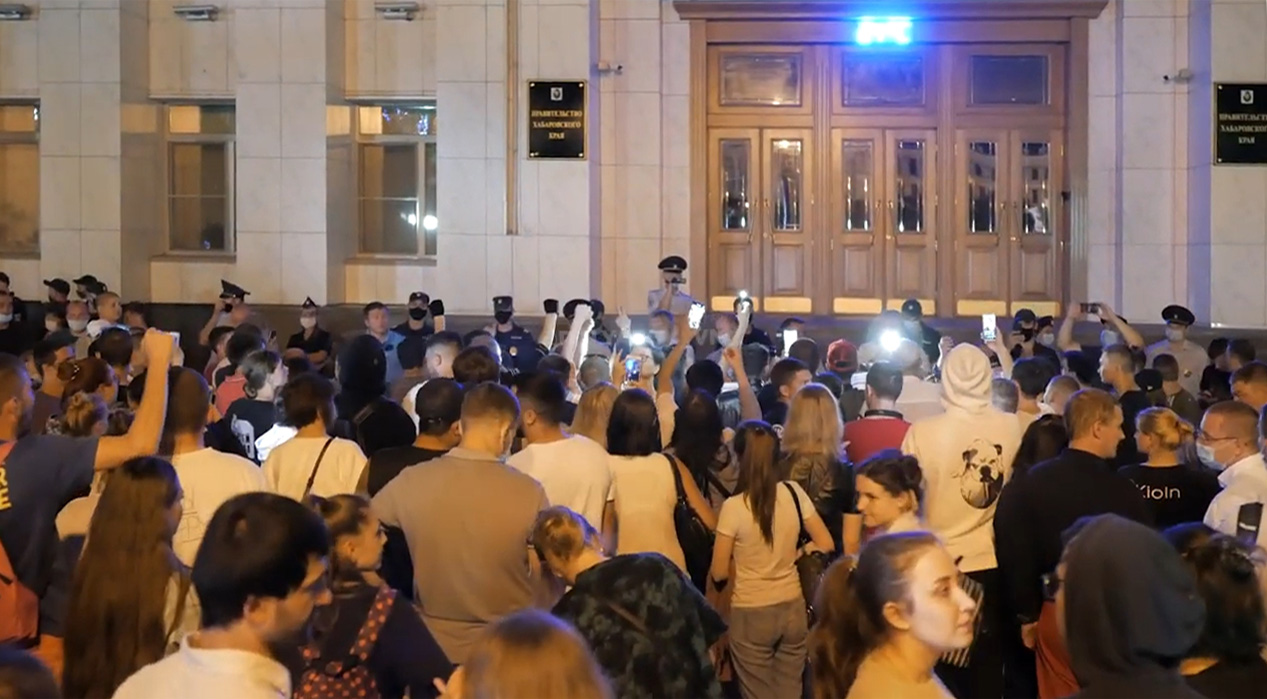
7月12日支持富爾加爾的集會

7月12日，當地有數百名市民上街示威，穿越市中心遊行至政府總部，聲援被捕的富爾加爾。另一方面，俄羅斯副總理兼遠東聯邦管區全權代表尤里·特魯特涅夫抵達伯力，「評估」指當地的領導為差劣。
7月16日，富爾加爾的代表律師表示富爾加爾感謝群眾支持，但不認同民眾違法地上街示威。
7月18日，再有高達五萬名市民參與伯力的示威抗議活動，哈巴羅夫斯克邊疆區其他城市亦有相應的示威活動，阿穆爾河畔共青城有約1千人上街表示對富爾加爾的支持。此外，在濱海邊疆區首府海參崴亦有數以百計的民眾上街示威，當中兩名示威者被捕。
7月20日，總統普丁正式宣佈解任富爾加爾作為邊疆區首長的職務，委任一名來自薩馬拉的自由民主黨國家杜馬議員米哈伊尔·杰格佳廖夫作為區首長，並指他將代理區長職務直至第二年的選舉，然而，杰格佳廖夫抵達伯力後惹來更大的反彈，批評他沒有經驗和與地區沒有聯繫。杰格佳廖夫在第二天的記者會中指，他不是想要與富爾加爾作對，若富爾加爾希望再次成為區長，他便會「回到莫斯科」。
7月21日，兩名哈巴羅夫斯克地區議員宣佈退出俄羅斯自由民主黨，抗議莫斯科政府拘捕富爾加爾的行動。

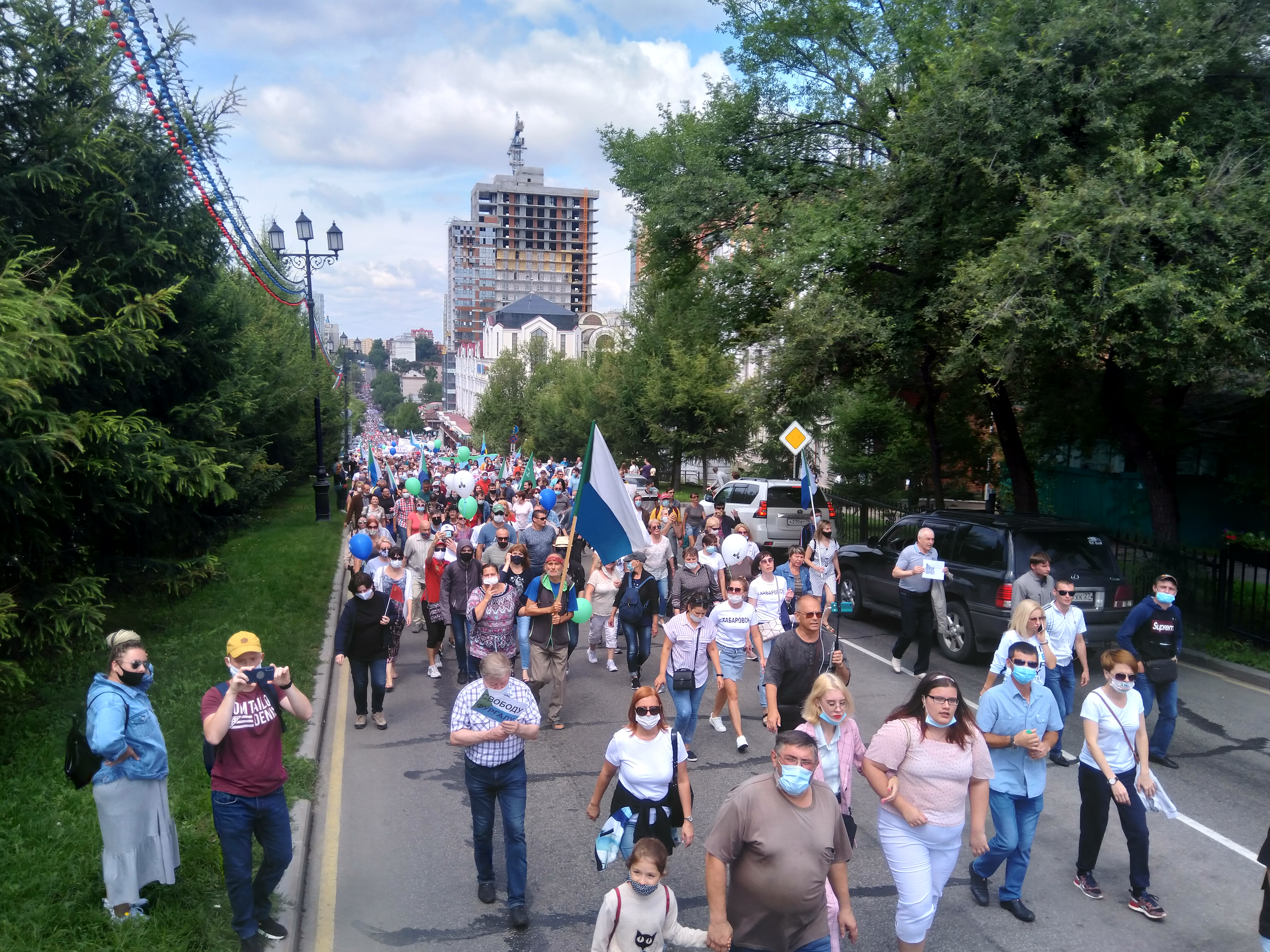
8月8日的遊行抗議活動

7月25日，伯力再有大規模的反對莫斯科政府示威活動，地方官員指有約6500人參與示威，親反對派的媒體則指有約9萬人參與示威。示威人士遊行至地區行政大樓，高叫「自由」、「普丁是賊」等口號，這是當地爆發示威以來最大規模的一次。
8月1日，伯力有連續第四個星期的大型遊行示威活動，支持富爾加爾，同時表達對總統普丁的不滿，抗議活動亦擴展至聖彼得堡、葉卡捷琳堡、莫斯科等城市，發生警民爭執的情況。
8月8日，伯力再有數萬人參與遊行示威活動，但地方官員指只有2800人上街。
8月15日，伯力連續第六個星期舉行遊行活動，期間示威者又高叫「白俄羅斯萬歲」，支持同段時間舉行的白俄羅斯示威活動。地方官員指示威人數「明顯下降」，與最初相差十倍，但媒體指出示威人數不少於三萬人。